# 欧塞
欧塞（法語：Haussez，法語發音：[ose]）是法国滨海塞纳省的一个市镇，属于迪耶普区。

## 地理
欧塞（49°34'58"N, 1°39'59"E）面积13.15 平方千米，位于法国诺曼底大区滨海塞纳省，该省份为法国北部沿海省份，其西部及北部濒大西洋英吉利海峡，东起顺时针与索姆省、瓦兹省、厄尔省和卡爾瓦多斯省接壤。
与欧塞接壤的市镇（或旧市镇、城区）包括：泰兰河畔卡尼、圣桑松拉波特里、维莱韦尔蒙、杜多维尔、格吕梅尼勒、梅内尔瓦勒、波姆勒、索蒙拉波特里。

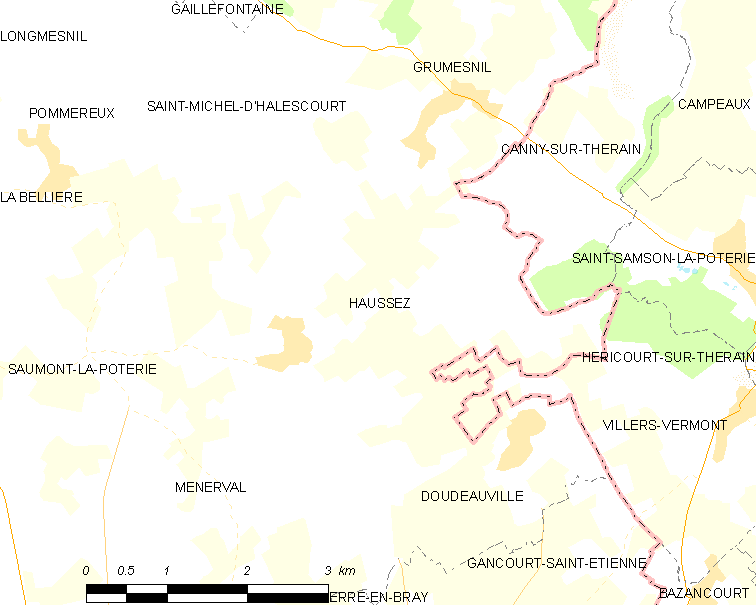
欧塞的OSM定位图

欧塞的时区为UTC+01:00、UTC+02:00（夏令时）。

## 行政
欧塞的邮政编码为76440，INSEE市镇编码为76345。

## 政治
欧塞所属的省级选区为布赖地区古尔奈县。

## 人口

1962-2008年间欧塞人口变化图示

欧塞于2022年1月1日时的人口数量为277人。